# Football Club Igea Virtus Barcellona 2008-2009
Questa voce raccoglie le informazioni riguardanti  il Football Club Igea Virtus Barcellona nelle competizioni ufficiali della stagione 2008-2009.

## Rosa
| N. |                    | Ruolo | Calciatore            |
| -- | ------------------ | ----- | --------------------- |
|    | Malta (bandiera)   | D     | Andrei Agius          |
|    | Italia (bandiera)  | D     | Giuseppe Alizzi       |
|    | Italia (bandiera)  | A     | Michele Alizzi        |
|    | Marocco (bandiera) | A     | Nabil Benloukilia     |
|    | Italia (bandiera)  | A     | Liborio Bongiovanni   |
|    | Italia (bandiera)  | D     | Edoardo Bonsignore    |
|    | Italia (bandiera)  | A     | Salvatore Cocimano    |
|    | Italia (bandiera)  | C     | Antonio Condello      |
|    | Italia (bandiera)  | C     | Marco Crimi           |
|    | Italia (bandiera)  | A     | Cristian Luis Criniti |
|    | Italia (bandiera)  | A     | Filippo Crinò         |
|    | Italia (bandiera)  | C     | Francesco D'Anna      |
|    | Italia (bandiera)  | P     | Giuseppe Di Masi      |

| N. |                   | Ruolo | Calciatore           |
| -- | ----------------- | ----- | -------------------- |
|    | Italia (bandiera) | C     | Vincenzo Di Miceli   |
|    | Italia (bandiera) | C     | Elio Di Toro         |
|    | Italia (bandiera) | C     | Gioacchino Giardina  |
|    | Italia (bandiera) | A     | Antonio La Porta     |
|    | Italia (bandiera) | C     | Danilo Marino        |
|    | Italia (bandiera) | C     | Santo Matinella      |
|    | Italia (bandiera) | D     | Marco Palma          |
|    | Italia (bandiera) | D     | Antonino Panarello   |
|    | Italia (bandiera) | A     | Giovanni Ricciardo   |
|    | Italia (bandiera) | P     | Gaetano Romano       |
|    | Italia (bandiera) | D     | Mariano Russo        |
|    | Italia (bandiera) | C     | Nazzareno Scopelliti |